# Список частин велосипеда

Частини велосипеда

В цій статті наведений список основних деталей, з яких складається велосипед. Для інших термінів пов'язаних з велосипедом (крім деталей велосипеда) див. Список велотермінів.
Список частин велосипеда в алфавітному порядку:
- Багажник
- Вилка
- Винос керма
- Втулка
- Гак передньої перекидки
- Гак задньої перекидки (півень)
- Гальмо
- Гальмівні колодки
- Дзвінок
- Каретка
- Касета задніх зірочок
- Катафоти
- Кермо
- Кермова колонка
- Колеса
- Комп'ютер
- Кошик для вантажу
- Крило (болотник)
- Ланцюг
- Манетки
- Освітлення
- Педалі
- Перекидка
- Підніжка
- Рама
- Ротор (гальмівний диск)
- Система ведучих зірок
- Сідло
- Сідловий стрижень
- Фляготримач
- Шатун
- Шини